# Багамские Острова на летних Олимпийских играх 1960
Багамские Острова принимали участие в Летних Олимпийских играх 1960 года в Риме (Италия) в третий раз за свою историю, но не завоевали ни одной медали. Сборную составляли 13 мужчин, они соревновались в лёгкой атлетике и парусном спорте.
Самым молодым участником сборной был 18-летний бегун Хью Баллард, самым старшим — 47-летний яхтсмен Рой Рамзи.

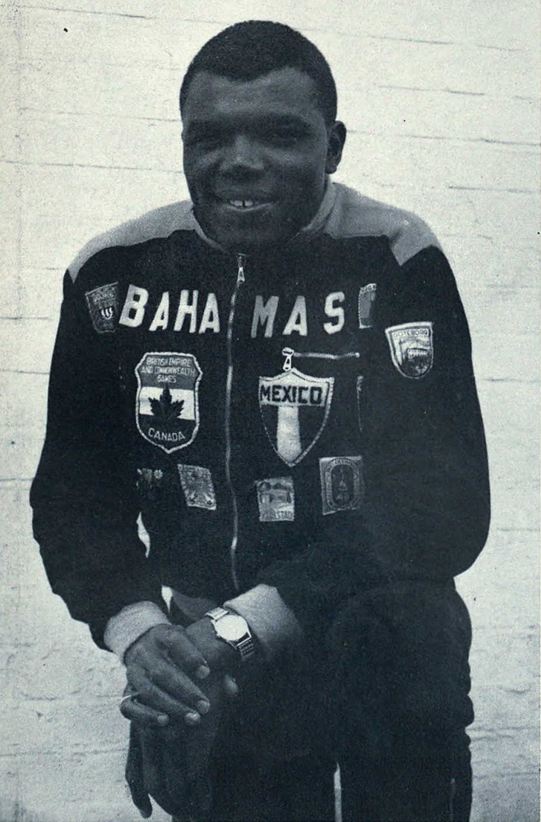
Багамский спринтер Том Робинсон

## Результаты
Лучшим результатом сборной стало 6 место Дарварда Ноулза и Слоана Фаррингтона в регате, но после прошлых Олимпийских игр, где они завоевали «бронзу», это был «шаг назад».

### Лёгкая атлетика
| Спортсмен    | Дистанция | Отборочный | Отборочный | Четвертьфинал | Четвертьфинал | Полуфинал     | Полуфинал     | Финал         | Финал         |
| Спортсмен    | Дистанция | Время      | Место      | Время         | Место         | Время         | Место         | Время         | Место         |
| ------------ | --------- | ---------- | ---------- | ------------- | ------------- | ------------- | ------------- | ------------- | ------------- |
| Хью Баллард  | 400 м     | 51.20      | 6          | не участвовал | не участвовал | не участвовал | не участвовал | не участвовал | не участвовал |
| Том Робинсон | 100 м     | 10.68      | 1 Q        | 10.76         | 2 Q           | 10.69         | 5             | не участвовал | не участвовал |
| Том Робинсон | 200 м     | 21.56      | 2 Q        | 21.32         | 3 Q           | 21.67         | 5             | не участвовал | не участвовал |

### Парусный спорт
| Спортсмены                             | Класс                                    | Гонка (регата) | Гонка (регата)  | Гонка (регата) | Гонка (регата) | Гонка (регата) | Гонка (регата) | Гонка (регата) | Очки | Итоговое место |
| Спортсмены                             | Класс                                    | 1              | 2               | 3              | 4              | 5              | 6              | 7              | Очки | Итоговое место |
| -------------------------------------- | ---------------------------------------- | -------------- | --------------- | -------------- | -------------- | -------------- | -------------- | -------------- | ---- | -------------- |
| Кеннет Харрисон Эрл Олбери             | Финн (одноместный швертбот)              | 12             | 29              | 11             | 5              | 1              | 7              | 13             | 5092 | 8              |
| Годфри Лайтборн Сигмунд Притчард       | Летучий голландец (двухместный швертбот) | 15             | не финишировали | 25             | 22             | 26             | 22             | 24             | 1499 | 25             |
| Дарвард Ноулз Слоан Элмо Фаррингтон    | Звёздный (двухместная килевая яхта)      | 11             | 1               | 3              | 14             | 11             | 3              | 6              | 5282 | 6              |
| Годфри Келли Морис Келли Пирси Ноулз   | Дракон (килевая яхта)                    | 18             | 21              | 17             | 17             | 8              | 13             | 20             | 2159 | 18             |
| Роберт Симонетте Бэзил Келли Рой Рамзи | 5,5-метровый R-класс (килевая яхта)      | 7              | 13              | 11             | 15             | 6              | 2              | 15             | 3024 | 8              |